# Liste der Bausenatoren von Hamburg
Dies ist eine Liste der Bausenatoren von Hamburg.

## Bausenatoren Hamburg (seit 1919)
| Name                                                     | Amtsantritt | Senat                                                                                         | Partei          |
| -------------------------------------------------------- | --- | --------------------------------------------------------------------------------------------- | --------------- |
| John von Berenberg-Gossler                               | 28. März 1919 | Senat 1919–1933                                                                               | parteilos       |
| Max Schramm                                              | 23. September 1920                                                                                               | Senat 1919–1933                                                                               | parteilos / DVP |
| Johannes Hirsch                                          | 5. April 1928 | Senat 1919–1933                                                                               | DVP             |
| Max Stavenhagen                                          | 8. März 1933 | Senat 1919–1933                                                                               | DNVP            |
| Wilhelm Amsinck Burchard-Motz                            | 18. Mai 1933 | Senat 1919–1933                                                                               | NSDAP           |
| Von 1933 bis 1945 existierte kein eigener Bausenator     | |                                                                                               |                 |
| Max Leuteritz                                            | 15. Mai 1945 | Petersen                                                                                      | SPD             |
| Gerd Bucerius                                            | 26. Februar 1946                                                                                                 | Petersen                                                                                      | parteilos / CDU |
| Paul Nevermann                                           | 15. November 1946 28. Februar 1950                                                                               | Brauer I Brauer II                                                                            | SPD             |
| Johannes Büll (neben Nevermann)                          | 15. November 1946                                                                                                | Brauer I                                                                                      | FDP             |
| Johannes Büll                                            | 2. Dezember 1953                                                                                                 | Sieveking                                                                                     | FDP             |
| Paul Wilken (neben Büll)                                 | 2. Dezember 1953                                                                                                 | Sieveking                                                                                     | CDU             |
| Josef von Fisenne (neben Büll)                           | 15. Dezember 1954                                                                                                | Sieveking                                                                                     | CDU             |
| Ewald Samsche (neben Büll)                               | 1. Januar 1956                                                                                                   | Sieveking                                                                                     | CDU             |
| Paul Nevermann                                           | 21. Dezember 1957                                                                                                | Brauer III                                                                                    | SPD             |
| Wilhelm Drexelius                                        | 1. Januar 1961                                                                                                   | Nevermann I                                                                                   | SPD             |
| Peter-Heinz Müller-Link                                  | 13. Dezember 1961 9. Juni 1965                                                                                   | Nevermann II Weichmann I                                                                      | SPD             |
| Rudolf Büch (neben Nevermann, Drexelius und Müller-Link) | 21. Dezember 1957 1. Januar 1961 13. Dezember 1961 9. Juni 1965                                                  | Brauer III Nevermann I Nevermann II Weichmann I                                               | SPD             |
| Caesar Meister                                           | 27. April 1966 22. April 1970 9. Juni 1971                                                                       | Weichmann II Weichmann III Schulz I                                                           | SPD             |
| Rolf Bialas                                              | 30. April 1974 12. November 1974                                                                                 | Schulz II Klose I                                                                             | FDP             |
| Volker Lange                                             | 28. Juni 1978 24. Juni 1981                                                                                      | Klose II von Dohnanyi I                                                                       | SPD             |
| Günter Apel                                              | 1. Juli 1982 | von Dohnanyi I                                                                                | SPD             |
| Eugen Wagner                                             | 2. Februar 1983 20. Januar 1987 2. September 1987 8. Juni 1988 26. Juni 1991 15. Dezember 1993 12. November 1997 | von Dohnanyi II von Dohnanyi III von Dohnanyi IV Voscherau I Voscherau II Voscherau III Runde | SPD             |
| Jörg Kuhbier (neben Wagner)                              | 2. Februar 1983                                                                                                  | von Dohnanyi II                                                                               | SPD             |
| Mario Mettbach                                           | 31. Oktober 2001                                                                                                 | von Beust I                                                                                   | Schill          |
| Michael Freytag                                          | 17. März 2004 | von Beust II                                                                                  | CDU             |
| Axel Gedaschko                                           | 17. Januar 2007                                                                                                  | von Beust II                                                                                  | CDU             |
| Anja Hajduk                                              | 7. Mai 2008 25. August 2010                                                                                      | von Beust III Ahlhaus                                                                         | GAL             |
| Herlind Gundelach                                        | 30. November 2010                                                                                                | Ahlhaus                                                                                       | CDU             |
| Jutta Blankau                                            | 23. März 2011 | Scholz I                                                                                      | SPD             |
| Dorothee Stapelfeldt                                     | 15. April 2015 28. März 2018 10. Juni 2020                                                                       | Scholz II Tschentscher I Tschentscher II                                                      | SPD             |
| Karen Pein                                               | 15. Dezember 2022 7. Mai 2025                                                                                    | Tschentscher II Tschentscher III                                                              | SPD             |